# 철권통치자

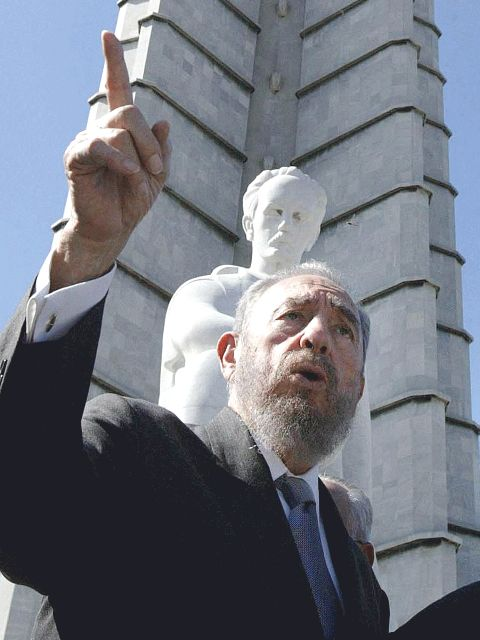
피델 카스트로.

철권통치자(鐵拳統治者) 또는 스트롱맨(영어: Strongman)은 폭력적·강압적 수단을 사용하여 권위주의 정권을 유지하는 국가 지도자를 뜻한다. 흔히 독재자(dictator)와 혼용되어 쓰이나, 군벌(warlord)과는 다른 말이다.
권위주의 폭력 정치를 행하는 정부 수장뿐 아니라, 자신의 입헌적 권리를 넘어서는 범위까지 영향력을 미치는 군사적, 정치적 인물 역시 ‘철권통치자’라고 칭하기도 한다. 예컨대 마누엘 노리에가는 파나마 대통령이 아니었지만, 대통령보다 더 큰 영향력을 가졌기에 파나마의 독재자로 간주되었다. 파키스탄의 라히무딘 칸 장군 역시 계엄사령관으로서 "발루치스탄의 철권통치자"라는 평가를 들었다.

## 철권통치자로 일컬어진 정치인 목록
- 김정일[1]
- 나폴레옹 보나파르트
- 다니엘 아랍 모이[2]
- 덩샤오핑[3]
- 도널드 트럼프
- 리콴유[4]
- 수하르토
- 마누엘 노리에가[5]
- 마오쩌둥[3]
- 마흐무드 압바스[6]
- 무아마르 카다피[7]
- 박정희[8][9]
- 블라디미르 푸틴[10]
- 쇼와 천황
- 시진핑
- 아우구스토 피노체트[11]
- 오마르 알바시르[12]
- 우고 차베스[13][14][15][16]
- 이사이아스 아페워르키[17]
- 이승만[18]
- 이오시프 스탈린[19]
- 자이르 보우소나루
- 페르디난드 마르코스[20]
- 폴 카가메[21]
- 피델 카스트로[22]
- 페르베즈 무샤라프[23]
- 호스니 무바라크[24]
- 훈 센[25]
- 아돌프 히틀러
- 프란시스코 프랑코

## 같이 보기
- 보스정치
- 종신 대통령
- 최고 지도자
- 군벌